# Ferrière-sur-Beaulieu
Ferrière-sur-Beaulieu là một xã thuộc tỉnh Indre-et-Loire trong vùng Centre-Val de Loire ở miền trung nước Pháp. Theo điều tra dân số năm 2006 của INSEE có dân số 611 người. Xã nằm ở khu vực có độ cao từ 75-144 mét trên mực nước biển.